# Rappresentanza legale
La rappresentanza legale è un istituto giuridico nel quale la rappresentanza in capo a un soggetto è conferita direttamente dalla legge e nell'interesse del rappresentato.

## Tipi
Sono rappresentanti legali:
- i genitori che rappresentano di diritto il figlio;
- il tutore che agisce per conto dell'interdetto;
- il curatore che agisce in assistenza dell'inabilitato.

I minori di età sono infatti incapaci di agire per legge, dalla nascita al compimento della maggiore età. Allo stesso modo, gli interdetti e gli inabilitati sono incapaci di agire, ma solo dal giorno della pubblicazione della sentenza, salvo il caso previsto dall'articolo 416 del codice civile.
Siccome la rappresentanza legale è attribuita per legge, e non dalla volontà del rappresentato (dominus), si tratta di un caso di eteronomia, in cui il legislatore decide per il soggetto rappresentato.

## Rappresentante senza poteri
Nel caso di falsus procurator, che è molto raro nei casi di rappresentanza legale, si applicano le disposizioni dell'articolo 1398 del codice civile.